# 高井貞重
高井 貞重（たかい さだしげ）は、戦国時代から江戸時代初期の武将。今川氏、次いで徳川氏に仕える。名は真重、実重とも書く。

## 生涯
高井氏の苗字の地は三河国とも美濃国ともいい、今川氏に仕えた後は遠江国に所領を持った。永禄3年（1560年）桶狭間の戦いで父が戦死。家督を継いだ貞重は最後まで今川氏真に仕え、今川氏滅亡の後もこれに従った。これに対し氏真は徳川家康に貞重を直臣として取り立てるように請願し、これが認められて浜松城に出仕した。天正12年（1584年）小牧・長久手の戦いに従軍。その際、思うように手柄を挙げられなかった事を悔いたが、家康は直々に今川家への忠勤を賞し、面目を施したという。
天正19年（1591年）武蔵国久米郡に200石を与えられる。関ヶ原の戦いの後に更に200石を加増され、黒田光綱とともに大奥番に任じられる。慶長12年（1607年）家康が駿府城に入るとこれに従い、慶長19年（1614年）大坂冬の陣、翌年夏の陣にも従軍した。元和2年（1616年）徳川頼宣付きとなったため、所領を長男の貞清に与えて紀州藩に仕えた。そのまま和歌山で没し、藩士としての身分は次男の直重と婿養子の清直が継承した。